# Association Salbris Sports (football)
Maillots
L'Association Salbris Sports football est un club de football français fondé en 1910 et basé à Salbris (Loir-et-Cher).
Créée en 1910 sous le nom de « La Patriote », l'AS Salbris obtient en 1980 le « Challenge de l'équipe » pour la commune la plus sportive de France, puis du Centre (CROS 1985) et du Loir-et-Cher (CDOS 1985 et 2005). L'équipe fanion se taille une réputation dans la région Centre-Val de Loire, et même au-delà. Championne de Division d'Honneur en 1994, elle évolue ensuite trois saisons en National 3 et se distingue aussi en Coupe de France avec cette rencontre de janvier 1996 à Bourges contre les professionnels du Havre AC en 32e de finale. Dans cette même compétition, l'équipe a l'honneur de recevoir, dans son stade de la Chesnaye, Poitiers (N1), le Red Star (D2) et en décembre 2006, les Chamois niortais (Ligue 2). Championne de DH Centre pour la saison 1999-2000, l'équipe fanion accède pour la seconde fois de son histoire, en division nationale (CFA 2).

## Histoire

### La Patriote (1910-1923)
En 1910, un jeune vicaire l'abbé Paul Gru décide, avec l'appui du curé Renvoisé, de fonder "La Patriote". Elle nait officiellement avec le défrichage d'un champ de genêts à l'emplacement de l'actuel stade R.Corrèze anciennement nommé stade de la Chesnaye. Son but à l'aube de la Première Guerre mondiale : Procurer à ses membres l'utile et l'agréable par la formation de la jeunesse, former une âme saine dans un corps sain.
En 1912, la première équipe Salbrisienne joue un match important à Lamotte-Beuvron contre les Francs Gars de Sologne.
Après la guerre, l'équipe renait avec un maillot blanc frappé de l'as de pique.

### Association Salbris Sports (depuis 1923)

#### L'Entre-deux guerre (1923-1945)
En 1923, le club prend le nom d'Association Salbris Sports.
En 1937, l'ASS connait sa première participation au championnat de deuxième division départementale. L'année suivante, la clôture du stade de la Chesnaye, faite de traverses de chemin de fer, est remplacée par des plaques de ciment. Les vestiaires sont aussi rénovés et on voit l'apparition de jeunes joueurs de valeur tel que Roger Corrèze.
En 1939, l'AS Salbris joue son premier match de Coupe de France au stade de la Chesnaye. L'année suivante, la fusion entre l'US Salbris et l'AS Salbris donne naissance à l'Entente Salbris Sports. Le club reprend son nom d’origine en 1945, un an avant la première victoire en Coupe du Loir-et-Cher devant le club d'Onzain.

#### Montée en régionale (1945-1992)
En 1950, on voit la constitution d'un club de supporters. En 1956, le club accède à la promotion de ligue, dernier échelon du football régional français. L'année suivante, une commission football est créée sous la présidence de Roger Corrèze.
Corrèze devient président de la section football en 1959. Il connait la montée en Promotion d'Honneur dès la première année, suivie de l'accession en Division d'Honneur et la victoire en Coupe du Loir-et-Cher devant l'AAJ Blois qui évoluait en CFA en 1960. L'AS Salbris remporte deux nouvelles Coupes du Loir-et-Cher en 1963 et 1964 respectivement contre Meusne et l'AAJ Blois.
En 1967, M. Robin est élu président de la section football. Il démissionne en 1976, André Corrèze lui succède et l'entrainement est confié à Joël Sausset. L'ASS retrouve la Division d'Honneur jusqu'en 1979. Deux ans plus tard, Farid Boudebza arrive au poste d'entraineur et fait monter l'équipe en DH au bout de sa seconde saison, en 1983. La suivante voit le club accéder au sixième tour de la Coupe de France et s'incline devant la Berrichonne de Châteauroux. En 1986, l'ASS connait sa cinquième victoire en Coupe du Loir-et-Cher face à Selles-Saint-Denis.
En 1990, Michel Bonneau devient président délégué.

#### L'âge d'or (1992-2003)

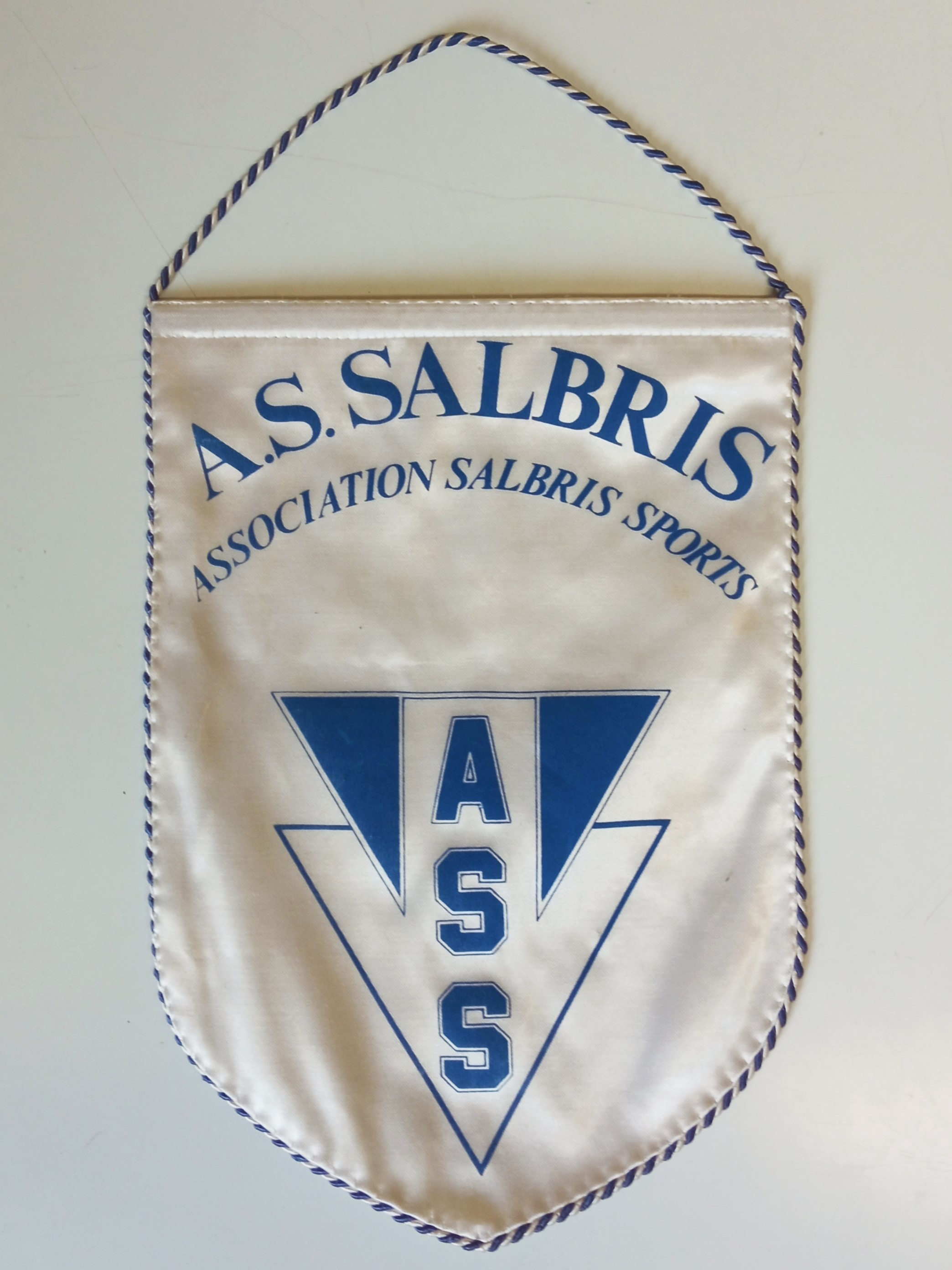
Fanion de l'A. Salbris Sports.

Le 14 février 1993, Marcel Leveillé, dirigeant du club de Sully-sur-Loire, met du valium dans les bouteilles d'eau minérales de l'équipe de Salbris à l'aide d'une seringue. Après l'échauffement traditionnel, les visiteurs rentrent au vestiaire afin de préparer le match et se désaltèrent avec deux bouteilles d'un pack d'eau minérale préparé à leur intention. Le match se joue et les footballeurs de Salbris remportent la partie. À la fin de la rencontre, deux joueurs reconnaissent avoir les mollets un peu lourds et être victimes de somnolences. Les soupçons planent alors sur le club de Sully et une plainte est déposée. L'enquête a peine débutée, Marcel Léveillé, vice-président du club et bénévole depuis 33 ans, se rend spontanément chez les gendarmes et reconnait avoir drogué l'équipe adverse. Léveillé avoue avoir fait son geste pour protester contre une décision de la Ligue du Centre de football quant à la suspension de trois dirigeants du club. Celle-ci décide de radier à vie Marcel Léveillé et le club de Sully est rétrogradé en division inférieure. Devant le tribunal correctionnel de Montargis, Léveillé plaide pour un non-lieu : « Les joueurs adverses couraient comme des lapins sur le terrain et cette eau contaminée d'une dose infime, n'a pas altéré la santé des joueurs, bien au contraire, ils ont gagné le match ! ». Marcel Léveillé est finalement condamné à six mois de prison avec sursis et 5 000 francs (800 euros) d'amende. Les plaignants, l'entraineur de Salbris et un joueur qui avaient déclaré être indisposés reçoivent un franc (0,15 euro) de dommage et intérêt ainsi que la FFF qui radie le dirigeant pour une durée de dix ans.
En 1994, plus de 1 000 spectateurs se déplace au stade de la Chesnaye pour recevoir l'AS Gien. Le club monte en N3 et remporte sa 6e Coupe du Loir-et-Cher face à Vendôme. En 1996, pour la première fois de son histoire, l'ASS accède aux 32e de finale de la Coupe de France face au Havre AC et s'incline avec les honneurs 3-0.
L'AS Salbris connait son meilleur parcours en Coupe de France lors de l'édition 1995-1996. Lors du tirage au sort des 32e de finale, les joueurs Solognots affrontent le Havre AC, pensionnaire de Division 1 avec ses stars Christophe Revault, Ibrahim Ba, Alain Caveglia... Dans les tribunes les 5 000 spectateurs encouragent les petits poucets Salbrisiens, devant les caméras de TF1 et FR3, et la mi-temps survient sur le score de 0-0. En seconde période, Samson libère son équipe. Sur un mauvais renvoi des Solognots, les Havrais doublent la marque, avant qu'à la 82e minute, le HAC transforme un penalty et scelle le score (3-0). La défaite n'empêche pas la joie et la fête avec les supporters.
La saison suivante, le club redescend en Division d'Honneur.
Lors de la saison 2000-2001, l'équipe première retrouve le championnat national (CFA2). Elle y reste trois ans de suite avant de redescendre en DH tandis que l'équipe réserve atteint pour la première fois la Promotion d'Honneur. La saison suivante, Salbris remporte sa première Coupe du Centre. Lors de la finale, l'AS Salbris s'impose dans les dernières minutes des prolongations face au Tours FC (1-0). Stéphane Bonsergent, le capitaine de l'ASS et auteur du seul but à la 111e minute, se donne le droit de brandir le trophée.

#### Retombée jusqu'en départemental (depuis 2003)
Le 24 mai 2008, l'entraîneur Farid Boudebza et la direction du club mettent un terme à 27 ans de collaboration. Avec le club, Boudebza connaît six saisons en CFA 2, une vingtaine en DH Centre, des exploits en Coupe de France et plusieurs succès en Coupe du Centre et du Loir-et-Cher. Anthony Perreau lui succède avec pour but un maintien rapidement acquis en DHR après une saison précédente difficile à la suite de la relégation de l'élite régionale. Mais l'équipe fait pire et connaît une seconde descente en trois saisons.
À la fin de la saison, le club perd la moitié de son effectif seniors et Frédéric De Carvalho remplace Anthony Perreau au poste d’entraîneur. Descendu en PH Centre, le président Michel Bonneau déclare alors : « Je compte sur les anciens qui continuent à s’impliquer pour que la mayonnaise prenne. Il ne faut pas se mettre de pression, vu la situation économique de la ville, le club est à son niveau. Il faut en profiter pour solidifier les bases et retrouver la confiance ». Se stabiliser en PH avec les moyens du bord pour cette nouvelle saison de transition, avant de penser remonter est donc l’objectif principal de l'AS Salbris.
À l'été 2011, Olivier Guêton succède à Frédéric De Carvalho, qui devient directeur technique du club solognot, à la tête de l'équipe première.
Pour la saison 2014-2015, l'équipe de Salbris, toujours entraînée par Olivier Guêton, annonce clairement vouloir retrouver le championnat régional.

## Structures du club

### Identité et image
|  |  |  |  | La Patriote (1910-1923)                  |                                        |                                        |                                        |                                        |                                        |  |  |                                       |                                       |                                       |                                       |                                       |                                       |  |  |  |  |  |  |  |  |
|  |  |  |  |                                          |                                        |                                        |                                        |                                        |                                        |  |  |                                       |                                       |                                       |                                       |                                       |                                       |  |  |  |  |  |  |  |  |
|  |  |  |  | Association Salbris Sports (1923-1940)   | Association Salbris Sports (1923-1940) | Association Salbris Sports (1923-1940) | Association Salbris Sports (1923-1940) | Association Salbris Sports (1923-1940) | Association Salbris Sports (1923-1940) |  |  | Union Sportive de Salbris (1934-1940) | Union Sportive de Salbris (1934-1940) | Union Sportive de Salbris (1934-1940) | Union Sportive de Salbris (1934-1940) | Union Sportive de Salbris (1934-1940) | Union Sportive de Salbris (1934-1940) |  |  |  |  |  |  |  |  |
|  |  |  |  | Association Salbris Sports (1923-1940)   | Association Salbris Sports (1923-1940) | Association Salbris Sports (1923-1940) | Association Salbris Sports (1923-1940) | Association Salbris Sports (1923-1940) | Association Salbris Sports (1923-1940) |  |  | Union Sportive de Salbris (1934-1940) | Union Sportive de Salbris (1934-1940) | Union Sportive de Salbris (1934-1940) | Union Sportive de Salbris (1934-1940) | Union Sportive de Salbris (1934-1940) | Union Sportive de Salbris (1934-1940) |  |  |  |  |  |  |  |  |
|  |  |  |  |                                          |                                        |                                        |                                        |                                        |                                        |  |  |                                       |                                       |                                       |                                       |                                       |                                       |  |  |  |  |  |  |  |  |
|  |  |  |  | Entente Salbris Sports (1940-1945)       |                                        |                                        |                                        |                                        |                                        |  |  |                                       |                                       |                                       |                                       |                                       |                                       |  |  |  |  |  |  |  |  |
|  |  |  |  |                                          |                                        |                                        |                                        |                                        |                                        |  |  |                                       |                                       |                                       |                                       |                                       |                                       |  |  |  |  |  |  |  |  |
|  |  |  |  | Association Salbris Sports (depuis 1945) |                                        |                                        |                                        |                                        |                                        |  |  |                                       |                                       |                                       |                                       |                                       |                                       |  |  |  |  |  |  |  |  |

### Stade Roger-Corrèze
En 1910, le club nait sous le nom de la « Patriote ». Le défrichage d'un champ de genêts a lieu à l'emplacement de l'actuel enceinte, nommé alors stade de la Chesnaye. En 1938, la clôture du stade de la Chesnaye, jusque-là faite de traverses de chemin de fer, est remplacée par des plaques de ciment et les vestiaires sont rénovées. En 1969, les membres du club terminent le Club-house du stade de la Chesnaye.
L'enceinte est renommée stade Roger-Corrèze en hommage à l'ancien joueur et capitaine de l’équipe dans les années 1940 puis président de l'ASS (1959-1967), maire de Salbris (1965-1995) et député du Loir-et-Cher.

## Palmarès

### Titres et trophées
| Compétitions nationales | Compétitions régionales et départementales |
| --- | --- |
| - Coupe de France - meilleure performance : 32e de finale en 1996 - Championnat de France D5 - meilleure performance : 6e en 2001 | - Division d'Honneur Centre (2) - Champion en 1994 et 2000 - Coupe du Centre (1) - Champion en 2004 - 1re division du Loir-et-Cher - Vainqueur : 1997 rés. - Coupe du Loir-et-Cher (8) - Champion en 1946, 1961, 1963, 1964, 1986, 1994, 2002 et 2004 |

### Bilan en championnat
| Championnat              | Saisons | J   | V  | N  | D  | Bp  | Bc  |
| ------------------------ | ------- | --- | -- | -- | -- | --- | --- |
| Championnat de France    | 0       | -   | -  | -  | -  | -   | -   |
| Championnat de France D2 | 0       | -   | -  | -  | -  | -   | -   |
| Championnat de France D3 | 0       | -   | -  | -  | -  | -   | -   |
| Championnat de France D4 | 0       | -   | -  | -  | -  | -   | -   |
| Championnat de France D5 | 6       | 168 | 57 | 43 | 68 | 236 | 230 |

### Bilan saison après saison
| Saison    | Championnat      | Championnat                        | Championnat | Championnat | Championnat | Championnat | Championnat | Championnat | Championnat | Championnat | Coupe de France |
| Saison    | Division         | Class.                             | Pts         | M           | V           | N           | D           | Bp          | Bc          | Diff        | Coupe de France |
| --------- | ---------------- | ---------------------------------- | ----------- | ----------- | ----------- | ----------- | ----------- | ----------- | ----------- | ----------- | --------------- |
| 1962-1963 | DH Centre        | 10e                                | 16 pts      | 22          | 7           | 2           | 13          | 36          | 48          | -12         |                 |
| 1963-1964 | DH Centre        | 6e                                 | 25 pts      | 24          | 9           | 7           | 8           | 38          | 32          | +6          |                 |
| 1964-1965 | DH Centre        | 9e                                 | 18 pts      | 22          | 7           | 4           | 11          | 34          | 48          | -14         |                 |
| 1965-1966 | DH Centre        | 4e                                 | 24 pts      | 22          | 9           | 6           | 7           | 41          | 46          | -5          |                 |
| 1966-1967 | DH Centre        | 8e                                 | 19 pts      | 22          | 7           | 5           | 10          | 32          | 36          | -4          |                 |
| 1967-1968 | DH Centre        | 14e                                | 8 pts       | 26          | 1           | 6           | 19          | 16          | 78          | -62         |                 |
| 1968-1969 | PH Centre        |                                    |             |             |             |             |             |             |             |             |                 |
| 1969-1970 | PH Centre        |                                    |             |             |             |             |             |             |             |             |                 |
| 1970-1971 | PH Centre        |                                    |             |             |             |             |             |             |             |             |                 |
| 1971-1972 | PH Centre        |                                    |             |             |             |             |             |             |             |             |                 |
| 1972-1973 | PH Centre        |                                    |             |             |             |             |             |             |             |             |                 |
| 1973-1974 | PH Centre        |                                    |             |             |             |             |             |             |             |             |                 |
| 1974-1975 |                  |                                    |             |             |             |             |             |             |             |             |                 |
| 1975-1976 |                  |                                    |             |             |             |             |             |             |             |             |                 |
| 1976-1977 |                  |                                    |             |             |             |             |             |             |             |             |                 |
| 1977-1978 |                  |                                    |             |             |             |             |             |             |             |             |                 |
| 1978-1979 | DH Centre        | 10e                                | 38 pts      | 22          | 4           | 8           | 10          | 19          | 33          | -14         |                 |
| 1979-1980 | DH Centre        | 12e                                | 35 pts      | 22          | 2           | 9           | 11          | 20          | 36          | -16         |                 |
| 1980-1981 |                  |                                    |             |             |             |             |             |             |             |             |                 |
| 1981-1982 |                  |                                    |             |             |             |             |             |             |             |             |                 |
| 1982-1983 |                  |                                    |             |             |             |             |             |             |             |             |                 |
| 1983-1984 | DH Centre        | 8e                                 | 43 pts      | 22          | 7           | 7           | 8           | 28          | 35          | -7          |                 |
| 1984-1985 | DH Centre        | 7e                                 | 45 pts      | 22          | 8           | 7           | 7           | 17          | 22          | -5          |                 |
| 1985-1986 | DH Centre        | 2e                                 | 53 pts      | 22          | 13          | 5           | 4           | 51          | 23          | +28         |                 |
| 1986-1987 | DH Centre        | 9e                                 | 41 pts      | 22          | 5           | 9           | 8           | 26          | 31          | -5          |                 |
| 1987-1988 | DH Centre        | 3e                                 | 51 pts      | 22          | 12          | 5           | 5           | 38          | 20          | +18         |                 |
| 1988-1989 | DH Centre        | 10e                                | 38 pts      | 22          | 5           | 6           | 11          | 27          | 35          | -8          |                 |
| 1989-1990 | DH Centre        | 6e                                 | 42 pts      | 22          | 5           | 10          | 7           | 25          | 32          | -7          |                 |
| 1990-1991 | DH Centre        | 10e                                | 37 pts      | 22          | 5           | 8           | 9           | 23          | 25          | -2          |                 |
| 1991-1992 | DH Centre        | 6e                                 | 39 pts      | 20          | 7           | 5           | 8           | 24          | 27          | -3          |                 |
| 1992-1993 | DH Centre        | 2e                                 | 53 pts      | 22          | 13          | 5           | 4           | 48          | 21          | +27         |                 |
| 1993-1994 | DH Centre        | 1er                                | 56 pts      | 22          | 15          | 4           | 3           | 43          | 17          | +26         |                 |
| 1994-1995 | National 3 Gr. E | 10e                                | 25 pts      | 26          | 9           | 7           | 10          | 39          | 36          | 3           |                 |
| 1995-1996 | National 3 Gr. E | 7e                                 | 37 pts      | 26          | 11          | 4           | 11          | 43          | +33         | 10          | 32e de finale   |
| 1996-1997 | National 3 Gr. F | 12e                                | 25 pts      | 26          | 6           | 7           | 13          | 25          | +37         | -12         |                 |
| 1997-1998 | DH Centre        | 4e                                 | 75 pts      | 26          | 15          | 4           | 7           | 50          | 29          | +21         |                 |
| 1998-1999 | DH Centre        | 2e                                 | 83 pts      | 26          | 17          | 6           | 3           | 55          | 16          | +39         |                 |
| 1999-2000 | DH Centre        | 1er                                | 83 pts      | 26          | 17          | 6           | 3           | 59          | 22          | +37         |                 |
| 2000-2001 | CFA 2 Gr. H      | 6e                                 | 74 pts      | 30          | 12          | 9           | 9           | 43          | 29          | +14         |                 |
| 2001-2002 | CFA 2 Gr. H      | 8e                                 | 71 pts      | 30          | 11          | 8           | 11          | 49          | 41          | +8          |                 |
| 2002-2003 | CFA 2 Gr. G      | 13e                                | 62 pts      | 30          | 8           | 8           | 14          | 37          | 54          | -17         |                 |
| 2003-2004 | DH Centre        | 4e                                 | 74 pts      | 26          | 14          | 6           | 6           | 47          | 27          | +20         |                 |
| 2004-2005 | DH Centre        | 5e                                 | 63 pts      | 26          | 10          | 7           | 9           | 46          | 45          | +1          |                 |
| 2005-2006 | DH Centre        | 4e                                 | 65 pts      | 26          | 11          | 6           | 9           | 47          | 35          | +12         |                 |
| 2006-2007 | DH Centre        | 11e                                | 57 pts      | 26          | 7           | 10          | 9           | 33          | 29          | +4          |                 |
| 2007-2008 | DHR Centre       | 9e                                 | 41 pts      | 22          | 4           | 7           | 11          | 20          | 22          | -2          |                 |
| 2008-2009 | DHR Centre       | 12e                                | 35 pts      | 22          | 3           | 4           | 15          | 23          | 53          | -30         |                 |
| 2009-2010 | PH Centre        | 5e                                 | 53 pts      | 22          | 9           | 4           | 9           | 35          | 31          | +4          |                 |
| 2010-2011 | PH Centre        | 7e                                 | 48 pts      | 22          | 7           | 5           | 10          | 36          | 51          | -15         |                 |
| 2011-2012 | PH Centre        | 9e                                 | 48 pts      | 22          | 7           | 5           | 10          | 30          | 41          | -11         |                 |
| 2012-2013 | PH Centre        | 11e                                | 36 pts      | 22          | 3           | 5           | 14          | 26          | 56          | -30         |                 |
| 2013-2014 | D1 Loir-et-Cher  | 5e                                 | 56 pts      | 22          | 9           | 7           | 6           | 49          | 29          | +20         |                 |
| 2014-2015 | D1 Loir-et-Cher  | 10e                                | 42 pts      | 22          | 6           | 3           | 13          | 34          | 47          | -13         |                 |
| 2015-2016 | D1 Loir-et-Cher  | 12e                                | 24 pts      | 22          | 0           | 2           | 20          | 14          | 88          | -74         |                 |
| 2016-2017 | D2 Loir-et-Cher  | 11e                                | 12 pts      | 22          | 3           | 3           | 16          | 16          | 52          | -36         |                 |
| 2017-2018 | D3 Loir-et-Cher  | 7e                                 | 30 pts      | 20          | 10          | 0           | 10          | 42          | 37          | +5          |                 |
| 2018-2019 | D3 Loir-et-Cher  | 1er                                | 48 pts      | 22          | 15          | 3           | 4           | 56          | 22          | +34         |                 |
| 2019-2020 | D2 Loir-et-Cher  | 11e (saison arrêtée en mars COVID) | 8 pts       | 13          | 2           | 2           | 9           | 12          | 34          | -22         |                 |
| 2020-2021 | D2 Loir-et-Cher  | 6e (saison neutralisée COVID)      | 4 pts       | 4           | 1           | 1           | 2           | 9           | 11          | -2          |                 |
| 2021-2022 | D2 Loir-et-Cher  | 7e                                 | 36 pts      | 24          | 11          | 3           | 10          | 47          | 41          | +6          |                 |
| 2022-2023 | D2 Loir-et-Cher  | 7e                                 | 23 pts      | 20          | 7           | 2           | 11          | 45          | 39          | +6          |                 |
| 2023-2024 | D2 Loir-et-Cher  | 8e                                 | 21 pts      | 20          | 5           | 6           | 9           | 36          | 53          | -17         |                 |
| 2024-2025 | D2 Loir-et-Cher  |                                    |             |             |             |             |             |             |             |             |                 |

## Personnalités du club
Roger Corrèze fut joueur et capitaine de l’équipe dans les années 1940 puis président de l'ASS (1959-1967), maire de Salbris (1965-1995) et député du Loir-et-Cher. Le stade de la Chesnaye porte actuellement son nom.

### Présidents
- 1959-1967 :  Roger Corrèze

### Entraîneurs
- 1976-1981 :  Joël Sausset
- 1981-2008 :  Farid Boudebza

### Joueurs
Éric Bedouet vient terminer sa carrière de joueur et entamer sa reconversion en 1987 comme Joël Sausset avant lui.
- Éric Bedouet (1987-1988)
- Joël Sausset (1976-1977)